# 2001 في السعودية
تحتوي هذه المقالة على أهم الأحداث التي شهدتها السعودية في 2001، والذي يوافق 1421/10/6 حتى 1422/10/16 هجري . إضافة إلى أهم الشخصيات السعودية التي وُلدت أو تُوفيت في هذه السنة.

## السياسة

### الحكم
الملك:فهد بن عبد العزيز آل سعود

## أحداث
- بدء خدمة الاتصالات السريعة (DSL) في السعودية.[1]
- تأسيس مؤسسة الملك خالد الخيرية.

### يناير
- 10: انفجار في مركز تجاري في وسط العاصمة الرياض.[2]

### فبراير
- 5: إعلان هوية بعض المتسببين في الأعمال الإرهابية في السعودية.
- حادثة تدافع منى عام 2001 أسفر الحادث عن مقتل 35 حاجاً.

### مارس
- 15: تحرير رهائن الطائرة الروسية في عملية قامت بها قوات الأمن الخاصة السعودية.

### أبريل
- 15: أكملت اللجنة السعودية المشتركة لاغاثة كوسوفا والشيشان بناء وترميم 50 منزلا في قرية ريما نشت في كوسوفا وبلغت التكلفة الاجمالية للمشروع 850 ألف ريال .[3]
- 26: إقامة حفل افتتاح مركز نورة بنت عبدالرحمن بن فيصل آل سعود للاورام ووضع حجر الاساس لدار الضيافة لمرضى الاورام في مدينة الملك عبدالعزيز الطبية للحرس الوطني بجدة.[4]

### يونيو
- 1: أعلن البنك الاسلامي للتنمية عن تحويل مبلغ خمسة عشر مليون دولار للسلطة الوطنية الفلسطينية تمثل الدفعة الرابعة من أول قرض حسن اعتمده المجلس الأعلى لصندوقي الأقصى وانتفاضة القدس لدعم ميزانية السلطة الوطنية الفلسطينية بمبلغ 60 مليون دولار بواقع خمسة عشر مليون دولار أمريكي شهريا.[5]
- 2: وضح وكيل وزارة المعارف المساعد لشؤون الطلاب الدكتور محمد بن سعد العصيمي عن عزم وزارة المعارف لافتتاح «230» مائتين وثلاثين مركزاً صيفياً للطلاب في مختلف مناطق ومحافظات المملكة خلال فترة الأجازة الصيفية بإشراف نخبة من المشرفين التربويين والمعلمين المتميزين في الأنشطة الطلابية، وأوضح الدكتور العصيمي أن المراكز الصيفية تضم مختلف الأنشطة التربوية والمتنوعة التي تساهم في الحفاظ على أوقات الطلاب فيما يفيدهم وينفعهم وينمي قدراتهم ومواهبهم في بيئة تربوية مناسبة مشيراً إلى أن التسجيل يبدأ في الرابع والعشرين من شهر ربيع الأول وتنتهي فعاليات المراكز الصيفية في الرابع من شهر جمادى الأولى.[6]
- 2: وصل الى منطقة الجوف الرحالة السعودي مخلد العتيبي الذي يقوم برحلة عبر مناطق المملكة سيرا على الأقدام وذلك تحت شعار «مسيرة الأمير فيصل بن فهد لمساعدة الأطفال المعاقين».[7]
- 2: اوضح الدكتور احمد خميس الزهراني المشرف التنفيذي على مركز الموهوبين التابع لإدارة التعليم بالطائف ان المركز رصد حتى الان اكثر من 9000 طالب بمنطقة الطائف التعليمية موهوبين جداً وان هذا العدد لاشك سيتم الحاقه بالمركز عندما تتوفر الامكانات التوسعية فمن المتوقع ان تتم عند الانتهاء من اقامة المشاريع الجديدة الخاصة بالمباني الجديدة بمركز الموهوبين بالطائف.[8]

### يوليو
- 5: اعتماد مبلغ 71 مليون ريال لتطوير المرافق الصحية بمحافظة الطائف وفي مقدمتها مستشفى الملك فيصل ومستشفى النساء والولادة.[9]
- 15: تسجيل نجاح طبي في قسم العقم وأطفال الأنابيب بمستشفى الملك فيصل التخصصي ومركز الأبحاث بجدة حيث تم في مركز المساعدة على الخصوبة اجراء عملية تلقيح بويضات لسيدة سعودية تبلغ من العمر 42 عاماً وزوجها يبلغ من العمر 68 عاماً وقد مر على زواجهما 20 عاماً.[10]

### أغسطس
- 16: قام مكتب أطباء الحرمين بالرياض بتنظيم مخيم طبي في جزر القمر وضم الوفد مشاركة خمسة أطباء في تخصصات الأمراض الباطنية والرعاية الأولية والأطفال صرح ذلك نائب رئيس لجنة أطباء الحرمين بالمؤسسة د. محمد الركبان.[11]
- 17: نقلت الخطوط الجوية العربية السعودية (3) ملايين و (456) ألفاً و (948) كيلو جراما من البريد الجوي الدولي والداخلي على متن طائراتها خلال النصف الأول من عام 2001.[12]
- 17: وافق معالي الرئيس العام لتعليم البنات د. علي بن مرشد المرشد، على افتتاح (10) مدارس للبنات في منطقة حائل في مختلف المراحل لهذا العام وهي: الابتدائية ال 51 بحي عمار المتوسطة ال 29 بحي المنتزه الشرقي المتوسطة ال 27 بحي صلاح الدين الشرقي الثانوية ال 17 بحي العزيزية ابتدائية لتحفيظ القرآن الكريم بمدينة سميراء ابتدائية لتحفيظ القرآن الكريم بالحفيرة ثانوية لتحفيظ القرآن الكريم بمدينة الحائط رياض الأطفال الملحقة بالثانوية ال 5 بحي شراف رياض الأطفال الملحقة بالابتدائية ال 29 بالمنتزه الشرقي معهد للتربية الفكرية بحي الوسيطاء.[13]
- 22: انفراج أزمة الطفل السعودي المخطوف في اليمن وضبط الجاني.[14]

- 26: وفد طبي سعودي يقوم باجراء عمليات جراحية نادرة ودقيقة في مجال جراحة الأطفال بمستشفى العاصمة برشتينا , كوسوفا .[15]
- 28: نجح فريق طبي من مستشفى الملك فيصل التخصصي ومركز الأبحاث بالرياض في تشخيص وعلاج مرض وراثي ناتج عن خلل مورثة جينية واحدة ويعرف باسم ATAXIA TELENGENCTASIA وذلك لعائلة سعودية عانت من مرض وراثي على مدى عشرين عاما خلت. ويعتبر هذا الإنجاز لهذا المرض الأول من نوعه في العالم، وعن طريق هذا النوع من التشخيص يمكن الحد من ولادة أطفال بأمراض وراثية خطيرة مثل التوحد وفقر الدم المنجلي، ونقص المناعة الوراثي، والتخلف العقلي، والضمور العضلي، والتليف الكيسي، والهيموفيليا.[16]
- 28: وجه صاحب السمو الملكي الأمير نايف بن عبد العزيز آل سعود وزير الداخلية والمشرف العام على اللجنة السعودية لدعم انتفاضة القدس بصرف مبلغ أحد عشر مليونا وخمسمائة وثمانين الف ريال لصالح المستحقين من أبناء الشعب الفلسطيني .[17]
- 28: افتتاح عدد من المدارس الابتدائية في كل من هجرة رغوة وهجرة المصندق بالمنطقة الشمالية .[18]

### سبتمبر
- 19: تنفيذ مشروع إنشاء شبكات صرف صحي ببريدة بالتعاقد مع احدى الشركات الوطنية المتخصصة بقيمة 80 مليون ريال.[19]
- 19: تقديم مساعدات إغاثية عاجلة إلى جمهورية السودان وذلك اثر تعرضها لكارثة فيضانات نهر النيل التي نجم عنها تضرر الكثير من القرى التي تقع على ضفتي النيل وان تتولى جمعية الهلال الأحمر السعودي توزيع هذه المساعدات.[20]
- 20: قامت جمعية الغاط الخيرية منذ عام 1408ه وحتى الآن بصرف اعانات نقدية للراغبين في الزواج مساعدة لهم على اكمال نصف دينهم ومساهمة منها في التخفيف من أعباء تكاليف الزواج حيث بلغ مجموع ما صرفته الجمعية «251. 254. 1» ريال استفاد منها مائة وواحد وأربعون شاباً «141» في محافظة الغاط والمراكز المجاورة لها.[21]

### ديسمبر
- 21: تم افتتاح محطة تقوية البث التلفزيوني والإذاعي بمحافظة النماص ويشمل المشروع الذي اقيم في جبل الظهارة تقوية بث القناة الأولى والقناة الثانية بالتلفزيون السعودي كما يشمل بث إذاعة القرآن الكريم وإذاعة الرياض وإذاعة البرنامج الثاني على موجات «اف. ام» «f.m» [22]
- 22: افتتاح المقر الدائم لجمعية المعاقين بالمنطقة الشرقية (مجمع الأمير سلطان بن عبدالعزيز للتأهيل) الكائن بمنتزه الملك فهد بالدمام، والذي يعد واحداً من بين أهم المراكز التي تقدم خدماتها للأطفال المعاقين حركيا والمصحوبة اعاقاتهم باعاقات نمائية أخرى.[23]

## وفيات

### يناير
- 10: محمد بن صالح بن عثيمين (مواليد 1929)
- 25: فهد بن سلمان بن عبد العزيز آل سعود (مواليد 1955).